# Vianópolis
| \| Vianópolis \|                        |
| Lage der Kleinstadt Vianópolis in Goiás |
| Vianópolis                              |

| Vianópolis |

Vianópolis ist eine brasilianische politische Gemeinde im Bundesstaat Goiás in der Mesoregion Süd-Goiás und in der Mikroregion Pires do Rio. Sie liegt südwestlich der brasilianischen Hauptstadt Brasília und westlich von Goiânia, der Hauptstadt des Bundesstaates.

## Geographische Lage
Vianópolis grenzt
- vom Westen bis Nordosten an Silvânia
- im Südosten an Orizona
- im Süden an Pires do Rio
- im Südwesten an São Miguel do Passa Quatro

## Söhne und Töchter der Stadt
- Carlos Alberto Souza dos Santos (* 1960), Fußballspieler